# داناك (فلم 2016)
داناك (بالإنجليزية: The Rainbow) فيلم هندي صدر عام 2016 كتبه وأخرجه ناغيش كوكونور.
من إنتاج مانيش موندرا وناغيش كوكونور وإلهي هيبتولا، الفيلم من بطولة هيتال غادا وكريش تشابريا كطفلين يلعبان دورا شقيق وشقيقته، ويصحبهم في أدوار مساعدة شيت ديكسون وفيبين شارما وغولفم خان وفيبها تشيبر، فلورا سيني، وفيجاي موريا. أصدر الفيلم في جميع أنحاء الهند في 17 يونيو 2016. يحكي قصة فتاة تذهب في رحلة لاصطحاب أخيها الأعمى إلى ممثل يعتقدون أنه يمكنه مساعدة شقيقها لعمل عملية لاستعادة بصره.

## سيناريو
في كل صباح تبدأ مسيرة باري وتشوتو الطويلة إلى المدرسة برمي عملة معدنية خارج كوخهما. يقرر الفائز ما إذا كانت القصة التي ستُروى في الطريق إلى المدرسة في ذلك اليوم ستكون قصة عن فيلم لشاروخان أو فيلم لسلمان خان. حيث يتنافس الأخوان في حبهما للنجمين فـ”باري“ مخلصة للممثل ”شاروخان“ و”تشوتو“ تعشق ”سلمان خان“ (حتى أنها ترتدي نسخة طبق الأصل من السوار الفضي الذي يحمل علامة النجم التجارية مع حجر أزرق).
تمسك ”باري“ البالغة من العمر عشر سنوات بيد أخيها البالغ من العمر ثماني سنوات طوال رحلة الذهاب والعودة إلى المدرسة فهي ليست وشقيقته فحسب، بل هي أيضاً مرشدته بما أن شوتو يعاني من إعاقة بصرية. قبل أشهر فقط من بلوغ تشوتو التاسعة من عمره، تشعر باري بالضغط للوفاء بوعدها لأخيها بأنه سيستعيد بصره قبل عيد ميلاده التاسع.
وتجد بعض الأمل عندما ترى ملصقًا لشاروخان يشجع على التبرع وتبدأ في كتابة رسائل موجهة إلى منزله في مومباي، والتي لا تتلفى أي إجابة عليها. في نهاية المطاف تدرك أنه ليس في مومباي بل في قرية في راجستان لتصوير فيلم يجسد فيه شخصية أمير راجبوتي. واقتناعًا منهم بأن لقاءً مع شاروخان هو كل ما يتطلبه الأمر لاستعادة تشوتو بصره، ينطلق الأخوين بمفردهم في رحلة طويلة تبلغ 300 كم يجتازون فيها تضاريس صعبة.

## طاقم التمثيل
- كريش تشابريا في دور تشوتو
- هيتال جادا بدور باري
- فيبين شارما  بدور دونجارام
- غلفام خان بدور جوري
- إيدانت سينغ في دور مادان موهان
- ساويستك تشافان في دور الفتوة
- ناريندرا سينغ راجبوروهيت في دور باثبوش
- هارميت أرورا في دور آشاجي
- راجيف لاكسمان بدور جاردو
- براتياكش كالرا في دور شمشير سينغ
- راهول لوهاني في دور الرجل ذو الرداء الزعفراني
- راماكانت دايما في دور براتاب شارما (الخاطف).
- فيبا تشيبر بدور شيرا ماتا/فيبا
- راماكانت داياما في دور الرجل العجوز (الخاطف).
- شيت ديكسون في دور دوجلاس آدامز (ظهور خاص في دمدم)
- فلورا سايني بدور المرأة الغجرية
- بهاراتي أشريكار بدور داديسا
- سوريش مينون بدور بادريناث
- نيناد كامات  بدور اتمرام خاندلوال
- فيني أرورا بدور آشا
- بريانك شارما

## روابط خارجية
- مقالات تستعمل روابط فنية بلا صلة مع ويكي بيانات